# Рублёв, Степан Трофимович
Степан Трофимович Рублёв (27 декабря 1900, село Вязовка, ныне Черноярский район, Астраханская область — 18 июля 1991, Москва) — советский военачальник, генерал-майор (11.07.1945).

## Начальная биография
Степан Трофимович Рублёв родился 27 декабря 1900 года в селе Вязовка ныне Черноярского района Астраханской области.

## Военная служба

### Первая мировая и гражданская войны
В сентябре 1918 года вступил в ряды РККА и направлен красноармейцем в 6-й стрелковый полк, после чего принимал участие в боевых действиях под Царицыном в районе города Чёрный Яр.
В январе 1919 года в бою возле села Старица был ранен, после чего попал в плен к войскам под командованием Деникина, где находился до марта. После освобождения из плена Рублёв принимал участие в боевых действиях под Царицыном в составе батальона под командованием Колесникова. В августе 1919 года был направлен на службу в Черноярскую караульную роту, а в сентябре 1920 года — на учёбу на 8-е Астраханские советские пехотные курсы комсостава.

### Межвоенное время
После окончания курсов в ноябре 1921 года был назначен на должность командира взвода в составе 52-го и 18-го стрелковых полков (6-я стрелковая дивизия), дислоцированных в Курске.
После окончания Рязанской пехотной школы комсостава в сентябре 1928 года был направлен в 61-й стрелковый полк (21-я стрелковая дивизия, ОКДВА), дислоцированный в Томске и Спасске, где служил на должностях командира стрелкового взвода и взвода полковой школы, командира стрелковой роты, помощника начальника штаба полка, начальника штаба учебного батальона, начальника полковой школы и начальника штаба стрелкового полка.
С декабря 1938 года Рублёв исполнял должность начальника штаба 116-го, а с января 1941 года — 326-го стрелковых полков (21-я стрелковая дивизия, 1-я Краснознамённая армия, Дальневосточный фронт).

### Великая Отечественная война
В июле 1941 года Рублёв был назначен на должность командира 326-го стрелкового полка. В августе 21-я стрелковая дивизия была направлена на запад, где была включена в состав 7-й армии (Карельский фронт). В сентябре был назначен на должность командира 326-го, а затем — на должность командира 116-го стрелковых полков, ведших оборонительные боевые действия на реке Свирь в районе Лодейного Поля.
В январе 1942 года был назначен на должность заместителя командира 69-й морской стрелковой бригады, а с мая того же года исполнял должность заместителя командира 114-й стрелковой дивизии.
После окончания укоренного курса Высшей военной академии имени К. Е. Ворошилова в июне 1943 года был назначен на должность начальника штаба 19-го стрелкового корпуса (Приволжский военный округ). Во время формирования корпуса в Аткарске полковник Рублёв с 16 по 30 июня 1943 года временно исполнял должность командира корпуса. Вскоре корпус принимал участие в ходе Курской битвы, а также в Гомельско-Речицкой, Рогачевско-Жлобинской и Минской наступательных операциях, форсировании Сожа южнее Гомеля, Днепра в районе пгт Лоев, а также в освобождении городов Новгород-Северский, Быхов, Минск и других, а затем принимал участие в наступательных боевых действиях в районе Шяуляя по направлению на Мемель.
С 19 марта по 17 апреля 1945 года Рублёв исполнял должность командира корпуса, который принимал участие в боевых действиях против курляндской группировки противника.

### Послевоенная карьера
После окончания войны находился на прежней должности.
В июне 1946 года был назначен на должность начальника штаба 13-го стрелкового корпуса (Закавказский военный округ), а в апреле 1948 года был направлен на высшие академические курсы при Высшей военной академии имени К. Е. Ворошилова, после окончания которых в мае 1949 года был назначен на должность старшего преподавателя этой же академии, в ноябре 1954 года — на должность военного советника начальника Военной академии Болгарской народной армии.
В октябре 1957 года вышел в запас. 
Умер 18 июля 1991 года в Москве. Похоронен на Котляковском кладбище Москвы.

## Награды
- Орден Ленина;
- Пять орденов Красного Знамени
- Два ордена Отечественной войны 1 степени;
- Медали.